# MTV Europe
MTV Europe ist die europäische Version des US-amerikanischen Fernsehsenders MTV in englischer Sprache. Ursprünglich europaweit gesendet, reduzierte sich der Verbreitungsraum immer mehr, als MTV ab 1997 dazu überging, regionale Ableger in einigen europäischen Ländern zu starten. Heute wird MTV Europe noch in etwa 20 Ländern, vorwiegend in Osteuropa und im Mittleren Osten, ausgestrahlt.

## Geschichte
MTV Europe wurde 1987 von Amsterdam aus unter der Leitung des Texaners Mark Booth gestartet und war zunächst ein Kooperationsprojekt von Viacom und des britischen Telekommunikationskonzerns BT.
Der Sender hatte in ganz Europa, und speziell in Deutschland, Österreich und der Schweiz, einen langen Kampf mit den diversen Medienanstalten, Kabelnetzen und der damaligen Deutschen Bundespost, um aufgeschaltet zu werden. Die deutsche Musikindustrie, die das Geschäft auch in der Schweiz und Österreich kontrolliert, hatte Angst, dass MTV Europe zu einer weiteren Amerikanisierung der Szene führen würde. MTV-Communication-Direktorin Christine Gorham holte den Initiator des Magazins Metal Hammer, Wilfried F. Rimensberger, der das Eis brechen konnte und als Networkdevelopment-Berater dem Musiksender in Deutschland, Österreich und der Schweiz die Aufschaltung verschaffte und populäre Künstler wie Peter Maffay, Udo Lindenberg oder Dieter Meier mit MTV-Aktionen verkoppelte.
MTV Europe verfolgte aber trotz der dauernden Interventionen von Rimensberger und anderen nicht-amerikanischen Mitarbeitern eine sehr anglophile Musikrichtung, die erst nach dem Abgang des ersten MTV-Europe-Geschäftsführers Mark Booth durch bessere Lokalisierung, also auch mit Büro und Studios in Deutschland, etwas zurückgenommen wurde. Diese Politik der Lokalisierung, die vorher von Rimensberger immer wieder vorgeschlagen, unter Mark Booth aber nicht verwirklicht werden konnte, wurde durch den neuen MTV-Europe-Geschäftsführer und Australier Brent Hanson in ganz Europa stark vorangetrieben.
Um die höheren Kosten aufzufangen, wurde der MTV-Empfang in Europa ab 1. Juli 1995 erstmals kostenpflichtig. MTV argumentierte damit, dass man so „schneller digital senden“ könne. Zwar war die Jahresgebühr für den Satellitenempfang mit umgerechnet etwa 25 Euro jährlich relativ günstig, allerdings musste dazu ein Decoder (Videocrypt I oder II) gekauft werden. Die Vermarktung erwies sich als wenig geglückt, da die technische Reichweite über Satellit fast völlig einbrach.
Zu diesem Zeitpunkt war auch bereits Dieter Gorny mit Unterstützung von einigen Plattenlabels mit dem deutschsprachigen Konkurrenzprodukt VIVA am Markt etabliert, wenn auch nicht auf der populären Astra-Satellitenposition. Nachdem man MTV Europe nur noch verschlüsselt empfangen konnte, hatte der Konkurrenzsender VIVA in Deutschland leichtes Spiel und konnte das Segment von MTV übernehmen, da auch viele Kabelbetreiber statt MTV nun VIVA aufschalteten.
Durch den Erfolg von VIVA erkannte man in der Chefetage von MTV Europe, dass die Strategie, zentral von London aus zu senden, falsch gewesen war. Mit dem Start von MTV Germany 1997 begann man MTV Europe zu regionalisieren. In Deutschland wurde dadurch rund drei Stunden deutschsprachiges MTV-Programm auf dem ansonsten englischsprachigen MTV Europe ausgestrahlt. Der kostenpflichtige Empfang wurde eingestellt, und MTV wurde wieder frei empfangbar. Im selben Jahr startete mit MTV UK & Ireland auch eine Regionalversion für das Vereinigte Königreich und Irland.
2005 startete MTV Adria und ersetzte in den Ländern des ehemaligen Jugoslawien den Feed von MTV Europe. Am 1. Januar 2018 wurde dieses wieder eingestellt und MTV Europe kehrte in den betreffenden Ländern zurück.
Heute gibt es dutzende nationale Ableger von MTV. Das englischsprachige MTV Europe wird vor allem noch in den Ländern verbreitet, für die keine eigenständige Landesversion konzipiert ist oder die eigenständige Landesversionen aus wirtschaftlichen Gründen eingestellt wurde. Dies sind mit Stand 2018 die Länder Armenien, Aserbaidschan, Bosnien und Herzegowina, Belarus, Bulgarien, Tschechien (eigenständige Landesversion Ende 2013 eingestellt), Estland, Färöer, Georgien, Griechenland, Island, Kasachstan, Kroatien, Kosovo, Lettland, Litauen, Luxemburg, Mazedonien, Moldawien, Malta, Serbien, Slowenien, Slowakei, Türkei (eigenständige Landesversion 2011 eingestellt) und Ukraine sowie der Mittlere Osten.
Im Juli 2011 bekam MTV Europe auch das neue internationale Logo und On-Air Design.

## Programme
Das Programm von MTV Europe entspricht weitestgehend dem der anderen MTV-Versionen mit einem hohen Anteil an Reality-Sendungen. Musiksendungen nehmen demnach nur noch eine untergeordnete Rolle im Programm ein und sind auf die frühen Morgenstunden beschränkt.